# Neue Siedlung (Gemeinde Statzendorf)
Die Neue Siedlung in Statzendorf ist eine ehemalige Bergarbeiterkolonie des Bergwerkes Statzendorfer Kohlenwerke AG in Wölbling.
Die Siedlung befindet sich nordwestlich des Ortes Statzendorf in der Katastralgemeinde Absdorf. Sie grenzte früher direkt an die bis 1941 in Betrieb befindlichen Aufbereitungsanlagen und Verladerampen beim Bahnhof Statzendorf. Südlich der Neuen Siedlung befindet sich noch das Verwaltungsgebäude des Betriebes.